# West Grinstead
West Grinstead ist ein Dorf und eine Gemeinde im Horsham District in West Sussex, England. Es liegt ca. sechs Kilometer nordwestlich von Henfield. Der Western Adur fließt durch die Kommune.

## Geschichte
Im westlichen Gemeindegebiet liegt die ehemalige Erdhügelburg Knepp Castle, die um 1100 von William de Braose, 1. Baron of Braose oder seinem Sohn Philip erbaut wurde. Im Jahre 1214 erweiterte König Johann die Burg um eine weitere Etage und befestigte die gesamte Anlage. Während der Schlacht von Knepp zwischen König Johanns Sohn Heinrich und rebellierenden Bauern der Region wurde die Burg völlig zerstört. König Johann, der während der Schlacht selbst nicht anwesend war, kehrte später zurück und rächte sich an den Aufständischen.

## Sehenswürdigkeiten
Die Gemeindekirche St. George’s wurde um 1100 gebaut und ist das Gotteshaus der anglikanischen Gemeinde von West Grinstead. Zudem gibt es den Shrine of Our Lady of Consolation, einer im Jahre 1876 erbauten Kirche, die von der römisch-katholischen Gemeinde genutzt wird.
Darüber hinaus bietet der Radwanderweg Downs Link gute Wandermöglichkeiten durch die South Downs.